# Francisco de Rojas y Córdova
Francisco de Rojas y Córdova fue un conquistador español que participó en la conquista de la isla de Cuba.
Nacido en la villa segoviana de Cuéllar en el último tercio del siglo XV, fue hijo de Gómez de Rojas, capitán de Enrique IV de Castilla, y de María de Torres Córdova Hinestrosa, y hermano de Gabriel, Cristóbal y Manuel de Rojas, todos conquistadores en América.
Participó en la conquista de Cuba, liderada por su paisano Diego Velázquez de Cuéllar, y una vez finalizada, regresó a su villa natal, donde radicó y dejó descendencia.